# 15890 Prachatice
15890 Prachatice eller 1997 GY är en asteroid i huvudbältet som upptäcktes den 3 april 1997 av de båda tjeckiska astronomerna Miloš Tichý och Zdeněk Moravec vid Kleť-observatoriet. Den är uppkallad efter den tjeckiska staden Prachatice.